# 下呂線
下呂線（げろせん）は、岐阜県中津川市の中央西線中津川駅から同県下呂市の高山本線下呂駅を結ぶ計画であった日本国有鉄道（国鉄）の鉄道路線で、建設中止となった未成線である。全長48.3 km。起点と終点の名前をとって中呂線とも呼ばれた。
中津川から東の飯田に向けて建設が進んだ中津川線とは違い、工事の進捗度は低かった。南半分の区間は下呂線の建設と引き替えで廃止された北恵那鉄道（現：北恵那交通）の中津町駅 - 下付知駅間の路盤を転用する予定であった。しかし、北恵那鉄道と同様に平地の狭い付知地区の土地買収に地元から猛烈な反対を受け建設は頓挫した。

## 歴史
- 1922年（大正11年）4月11日 予定線として改正鉄道敷設法別表（第73号）に登載。
- 1924年（大正13年）8月5日 北恵那鉄道中津町駅 - 下付知駅間が開通。
- 1957年（昭和32年）4月3日 調査線に昇格[3][4]。
- 1962年（昭和37年）3月29日 工事線に昇格[5]。
- 1964年（昭和39年）4月22日 日本鉄道建設公団工事線となる[6]。
- 1975年（昭和50年）3月10日 付知 - 下呂間について工事実施計画認可。
- 1978年（昭和53年）9月18日 北恵那鉄道線廃止。
- 1980年（昭和55年）12月27日 日本国有鉄道経営再建促進特別措置法（国鉄再建法）により建設凍結。

## 設置予定駅
中津川駅 - （未認可区間） - 付知駅 - 万賀駅 - 加子母駅 - 飛騨竹原駅 - 下呂駅

## 代替交通機関
濃飛乗合自動車恵北線のバスが坂下駅前 - 下呂駅前間、のちに中津川駅前 - 坂下駅前間も直通し、中津川駅前 - 下呂駅前間を結んでいた。ただし中津川 - 下呂の所要時間は、中津川 - 付知あるいは田瀬（運行経路が変遷し乗り換え地点は時代により異なる）を北恵那鉄道線あるいは北恵那交通付知峡線（バス）、付知あるいは田瀬 - 下呂を濃飛乗合自動車恵北線と乗り換えた方が短かった。
2008年10月から加子母総合事務所で恵北線は分断され、以南は北恵那交通中津川・加子母線に引き継がれた。2000年12月1日から2004年11月25日まで濃飛乗合自動車・北恵那交通により中津川 - 下呂間特急バスが、2004年10月14日から2008年7月5日まで濃飛乗合自動車・京王バス東により下呂から中津川経由新宿間の高速バスが運行されたが、いずれも廃止されており、現在中津川 - 下呂間を直通する公共交通機関はない。